# Miho Kajioka
Miho Kajioka et une photographe japonaise née le 21 février 1973 à Okayama au Japon. Elle vit et travaille à Paris. Elle reçoit le Prix Nadar en 2019.

## Biographie
Miho Kajioka naît le 21 février 1973 à Okayama au Japon. À 18 ans elle déménage en Californie, où elle étudie au San Francisco Art Institute. Elle entame une licence de peinture, mais se tourne finalement vers la photographie. Elle termine ses études en beaux-arts à l'Université Concordia, à Montréal, au Canada.
Après l’obtention de son diplôme, elle retourne au Japon et devient journaliste et travaille pour des médias étrangers. Elle couvre pendant un an le tremblement de terre et le tsunami de Tohoku en 2011. Elle utilise la technique de la photographie pour faire des dessins. Son travail est exposé en France, aux Pays-Bas, en Colombie, au Royaume-Uni, en Italie, en Allemagne et en Espagne.
Miho Kajioka  est lauréate du Prix Nadar en 2019 pour son livre And, where did the peacocks go? .

## Publications
- And, where did the peacocks go?, The (M) editions, 2018[3].

## Expositions
- 2016 : And, where did the peacocks go?, Galerie VU‘, Paris.
- 2019 : And, where did the peacocks go?, Paris Photo, Grand Palais.
- 2020 : Vertiges des jours, exposition collective, galerie Polka, Paris[4].

## Distinctions
- Prix Nadar (2019)[2]